# Baltazar (książę Meklemburgii)
Baltazar (ur. w 1477 r., zm. 16 marca 1507 r.) – książę Meklemburgii od 1477 r.

## Życiorys
Baltazar był synem księcia meklemburskiego Henryka IV Grubego i Doroty, córki margrabiego Brandenburgii Fryderyka I Hohenzollerna. W 1477 r., po śmierci ojca, objął następstwo po nim wraz ze starszymi braćmi Magnusem II (zmarłym w 1503 r.) i Albrechtem VI (zmarłym w 1483 r.). Po śmierci Magnusa jego następcami byli jego synowie: Eryk II, Albrecht VII i Henryk V Zgodny. Baltazar, choć formalnie był księciem i współrządcą swych braci, a następnie bratanków, okazywał niewielkie zainteresowanie udziałem w kierowaniu państwem. W 1479 r. odbył pielgrzymkę do Jerozolimy.
Żoną Baltazara była Małgorzata (1470–1526), córka księcia pomorskiego Eryka II. Małżeństwo było bezdzietne.